# 장 피에르 브롤
장 피에르 브롤 카르데나스(스페인어: Jean Pierre Brol Cardenas, 1982년 12월 18일~)는 과테말라의 사격 선수로 주 종목은 트랩이다. 2024년 하계 올림픽에서 남자 트랩 종목 동메달을 획득했으며 과테말라 남자 사격 선수로는 최초로 올림픽 메달을 획득했다.